# Метох манастира Сретење
Метох манастира Сретење се налази на манастирском имању у селу Паковраће и представља непокретно културно добро је као споменик културе.
Метох се састоји од конака подигнут за привремени боравак монаха током радова у винограду и обимног оградног зида. На улазу у подрум смештена је плоча са натписом и годином градње, када је епископ ужички Нићифор Максимовић откупио земљиште за потребе манастира.
Конак је од тада претрпео значајне измене у погледу изгледа, али и материјализације. Обимни камени зид око метоха изграђен је 1851. године, имао је две велике лучно засведене капије, од којих је сачувана само она на јужној страни комплекса, са плочом на којој је уписана година градње.